# Javier Aquino
Javier Ignacio Aquino Carmona (født 11. februar 1990 i Ixhuatán, Mexico), er en mexicansk fodboldspiller (wing).
Aquino spiller i den mexicanske liga for Tigres UANL, som han har repræsenteret siden 2015. Han har tidligere spillet for Cruz Azul, Villarreal og Rayo Vallecano.
Hos Tigres har Aquino været med til at vinde tre mexicanske mesterskaber.

## Landshold
Aquino står (pr. juni 2018) noteret for 52 kampe for Mexicos landshold, som han debuterede for 4. juli 2011 i en Copa América-kamp mod Chile. Han repræsenterede Mexico ved både VM 2014 i Brasilien og VM 2018 i Rusland.